# Gli amici di Georgia
Gli amici di Georgia (Four Friends) è un film statunitense del 1981 diretto da Arthur Penn.
Il film, riallacciandosi al '68 e alla contestazione pacifista dei giorni del Vietnam, può essere considerato il ritratto della generazione che fu giovane in quell'epoca.
Craig Wasson ricevette per la sua interpretazione la candidatura come miglior interprete debuttante ai Golden Globe: in quest'opera infatti egli apparve per la prima volta sul grande schermo.

## Trama
1961. Tre ragazzi statunitensi, Tom, Danilo e David, durante la high school, vengono accomunati dall'amore per Georgia. Ma al termine delle scuole, i ragazzi vivono esperienze diverse: Tom, che aspetta un bambino da Georgia, parte per il Vietnam, mentre David, divenuto impresario di pompe funebri, la porta all'altare. Danilo invece inizia a vagabondare per l'America, sparendo del tutto.